# Sport Vlaanderen-Baloise/2019
Deze pagina geeft een overzicht van de Sport Vlaanderen-Baloise-wielerploeg in 2019.

## Algemene gegevens
Sponsors: Sport Vlaanderen, Baloise
Teammanager: Christophe Sercu
Ploegleiders: Hans De Clercq, Andy Missoten, Luc Colyn, Walter Planckaert
Fietsmerk: Eddy Merckx
Kleding: Vermarc

## Renners
| Naam               | Geboortedatum | Nationaliteit | Ploeg 2018       |
| ------------------ | ------------- | ------------- | ---------------- |
| Piet Allegaert     | 20-01-1995    | België        |                  |
| Amaury Capiot      | 25-06-1993    | België        |                  |
| Kenny De Ketele    | 05-06-1985    | België        |                  |
| Moreno De Pauw     | 12-08-1991    | België        |                  |
| Lindsay De Vylder  | 30-05-1995    | België        |                  |
| Kevin Deltombe     | 27-02-1994    | België        |                  |
| Benjamin Declercq  | 04-02-1994    | België        |                  |
| Robbe Ghys         | 11-01-1997    | België        |                  |
| Milan Menten       | 31-10-1996    | België        |                  |
| Christophe Noppe   | 29-11-1994    | België        |                  |
| Edward Planckaert  | 01-02-1995    | België        |                  |
| Emiel Planckaert   | 22-10-1996    | België        |                  |
| Thomas Sprengers   | 05-02-1990    | België        |                  |
| Dries Van Gestel   | 30-09-1994    | België        |                  |
| Mathias Van Gompel | 24-09-1995    | België        |                  |
| Preben Van Hecke   | 09-07-1982    | België        |                  |
| Aaron Van Poucke   | 04-04-1998    | België        | Lotto-Soudal U23 |
| Kenneth Van Rooy   | 08-10-1993    | België        |                  |
| Aaron Verwilst     | 02-05-1997    | België        |                  |
| Jordi Warlop       | 04-06-1996    | België        |                  |
| Sasha Weemaes      | 09-02-1998    | België        |                  |
| Thimo Willems      | 09-02-1996    | België        | EFC-L&R Vulsteke |

### Vertrokken
| Naam            | Geboortedatum | Nationaliteit | Ploeg 2019                   |
| --------------- | ------------- | ------------- | ---------------------------- |
| Aimé De Gendt   | 17-06-1994    | België        | Wanty-Groupe Gobert          |
| Jonas Rickaert  | 07-02-1994    | België        | Corendon-Circus              |
| Maxime Farazijn | 02-06-1994    | België        | C.C.Villeneuve Saint Germain |

## Overwinningen
Eurométropole Tour
Piet Allegaert
Ronde van Turkije
 Bergklassement Thimo Willems
Sint-Elooisprijs
Sasha Weemaes
Belgische kampioenschappen baanwielrennen
Omnium: Lindsay De Vylder
Ploegkoers: Moreno De Pauw en Lindsay De Vylder
Puntenkoers: Kenny De Ketele
Scratch: Lindsay De Vylder
1994 · 1995 · 1996 · 1997 · 1998 · 1999 · 2000 · 2001 · 2002 · 2003 · 2004 · 2005 · 2006 · 2007 · 2008 · 2009 · 2010 · 2011 · 2012 · 2013 · 2014 · 2015 · 2016 · 2017· 2018· 2019 · 2020 · 2021 · 2022 · 2023 · 2024 · 2025
Androni Giocattoli-Sidermec · Bardiani-CSF · Burgos-BH · Caja Rural-Seguros RGA · Cofidis · Corendon-Circus · Delko-Marseille Provence · Total Direct Énergie · Euskadi-Murias · Gazprom-RusVelo · Hagens Berman Axeon · Israel Cycling Academy · Team Manzana Postobón · Neri Sottoli-Selle Italia-KTM · Nippo-Vini Fantini-Faizanè · Rally UHC Cycling · Riwal Readynez Cycling Team · Roompot-Charles · Sport Vlaanderen-Baloise · Team Arkéa Samsic · Team Novo Nordisk · Vital Concept-B&B Hotels · W52-FC Porto · Wallonie Bruxelles · Wanty-Gobert